# Paderne (Galiza)

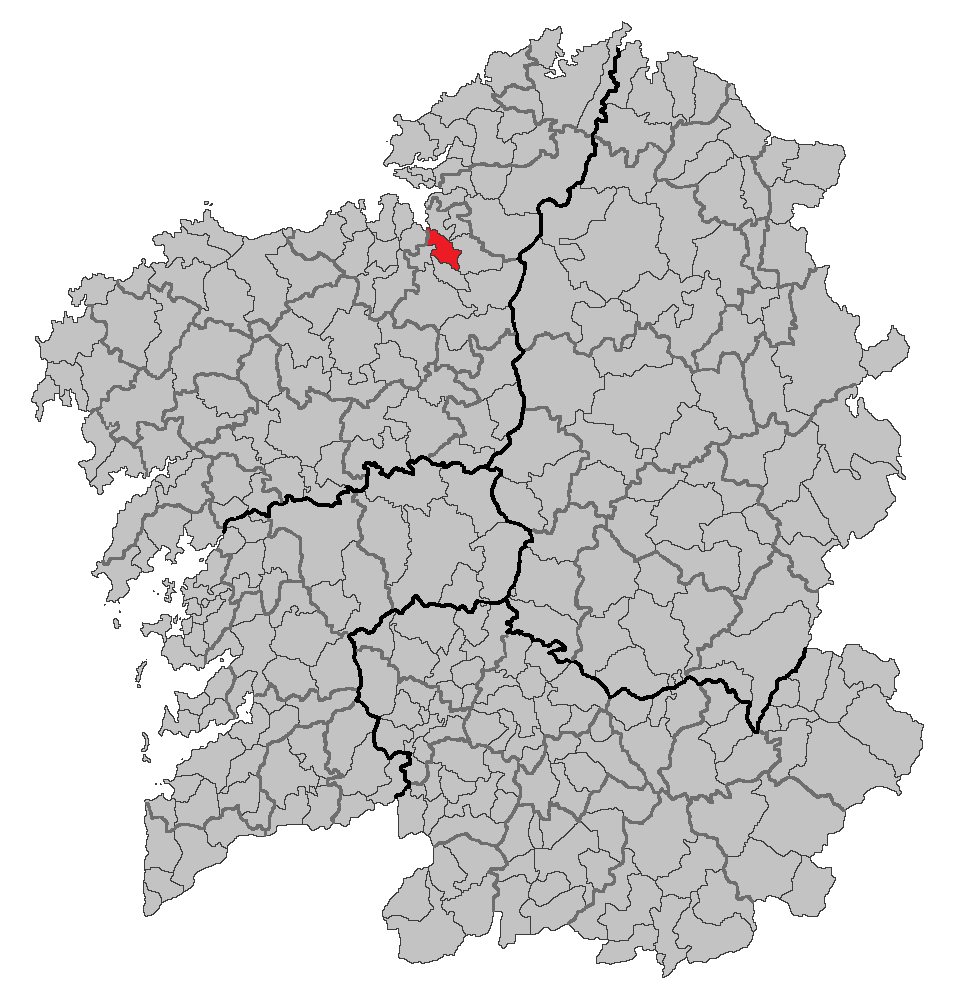
Localização de Paderne (Galiza)

Paderne é um município da Espanha na província 
da Corunha, 
comunidade autónoma da Galiza, de área 38,3 km² com 
população de 2710 habitantes (2007) e densidade populacional de 67,55 hab/km².

## Demografia
| Variação demográfica do município entre 1991 e 2004 | Variação demográfica do município entre 1991 e 2004 | Variação demográfica do município entre 1991 e 2004 | Variação demográfica do município entre 1991 e 2004 |
| --------------------------------------------------- | --------------------------------------------------- | --------------------------------------------------- | --------------------------------------------------- |
| 1991                                                | 1996                                                | 2001                                                | 2004                                                |
| 2903                                                | 2802                                                | 2709                                                | 2689                                                |